# Bothrops brazili
Bothrops brazili  (punta de lanza de Brasil) es una especie de serpiente venenosa endémica de América del Sur. Actualmente no se reconocen subespecies.

## Descripción
De constitución robusta y terrestre, los adultos de B. brazili suelen tener una longitud total de 70–90 cm (28–35 pulg.) (Incluida la cola), pero pueden superar los 140 cm (55 pulg.). El espécimen más grande registrado es 149.3 cm (58 3⁄4 in). La evidencia disponible indicaría que, entre los especímenes adultos, las hembras son mucho más grandes que los machos.

## Alimentación
Esta serpiente se alimenta de pequeños mamíferos (zarigüeyas, ratas, ardillas, ratones) y aves.